# Vallée du Regino
Pour les articles homonymes, voir Regino (homonymie).

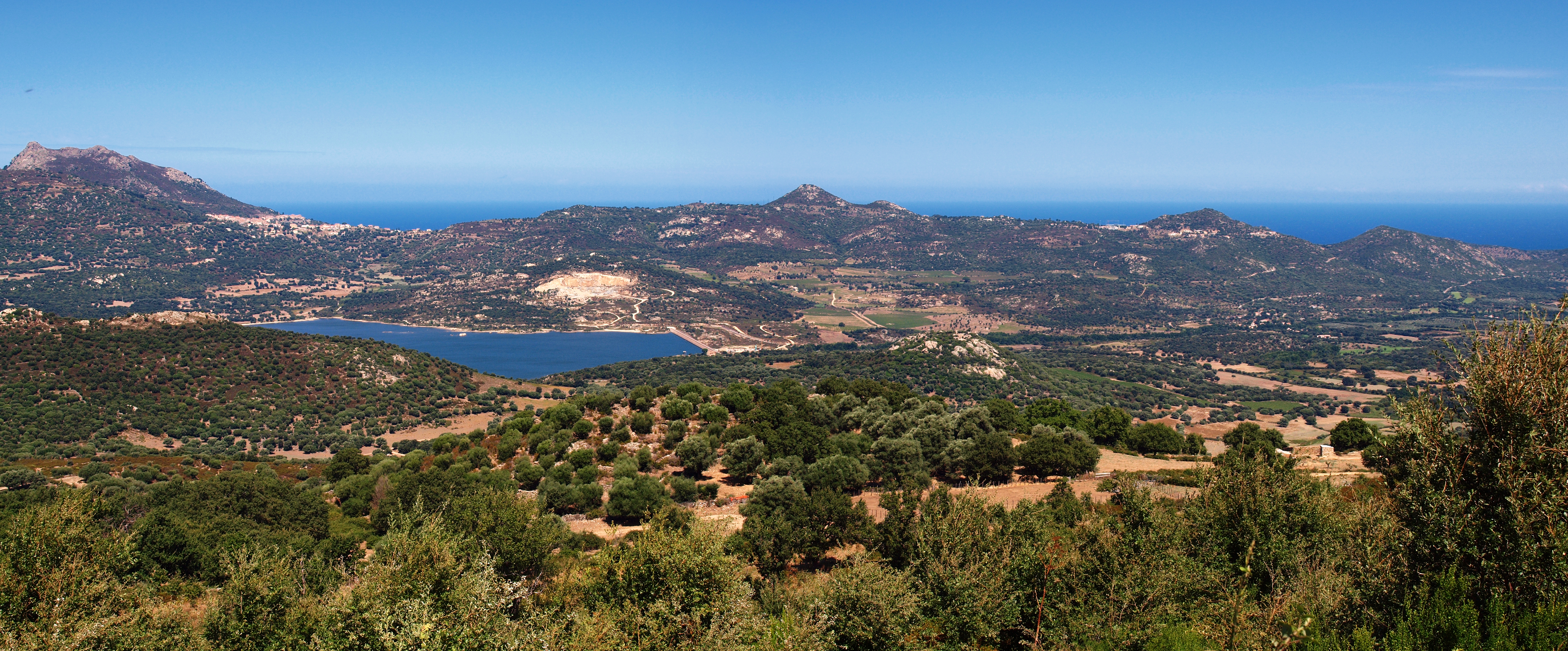
Site de la Vallée du Regino.

Vallée du Regino est le nom donné à la vallée à travers laquelle s'écoule le Regino, petit fleuve côtier du département de la Haute-Corse, dans la collectivité territoriale de Corse.

## Géographie

### Présentation

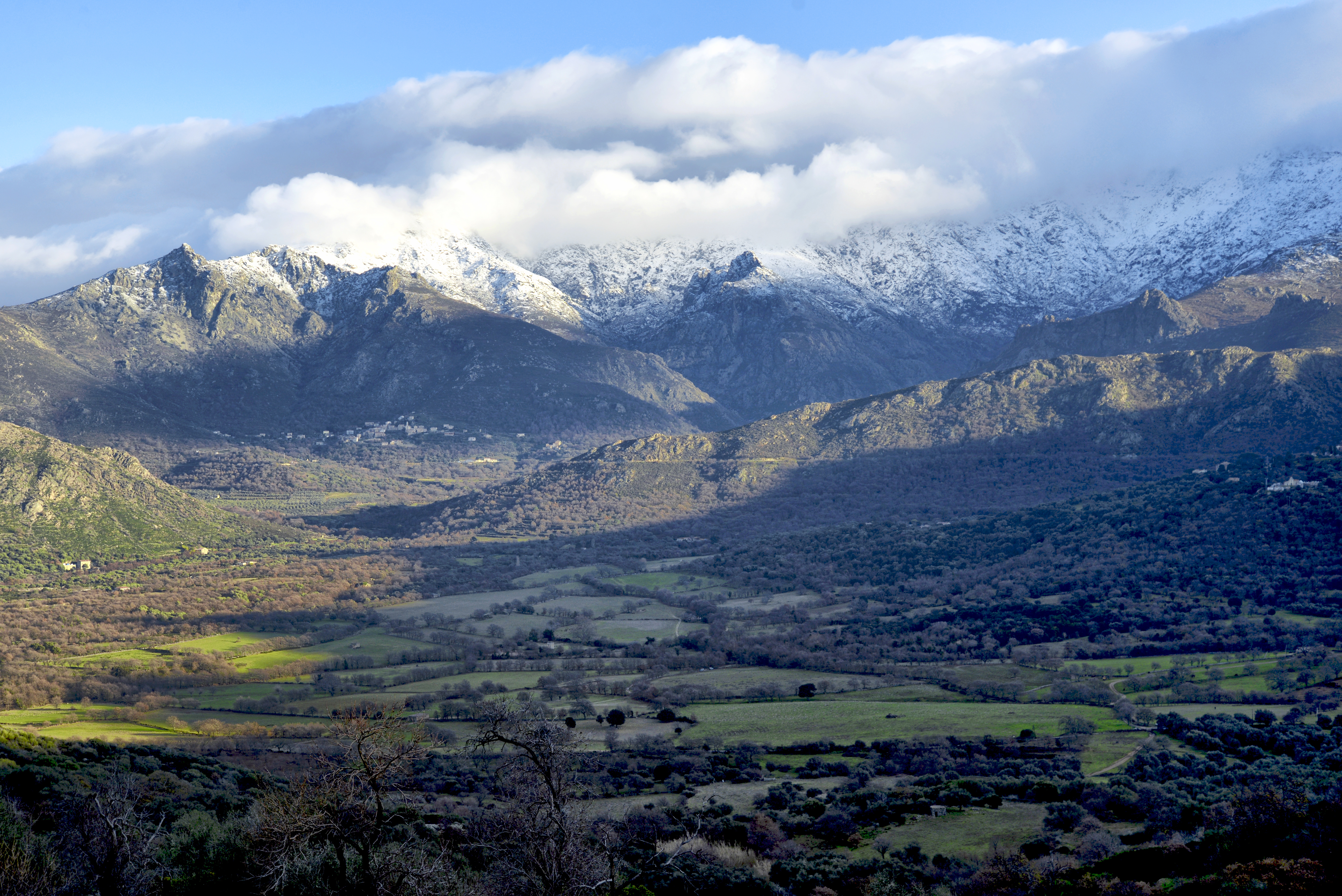
La haute vallée du Regino.

La vallée du Regino est une zone dépressionnaire dans la partie orientale de la Balagne, située entre la chaîne de hautes montagnes qui la ceint au sud, et son littoral à Lozari (Belgodère, Palasca) au nord, se trouvant au sud de l'agglomération île-roussienne.
Ce territoire, souvent appelé localement "le Regino", est situé dans le massif de la Corse granitique (granite à porphyroïdes de la région de Calvi) qui domine à 90 % avec quelques secteurs avec des sédiments quaternaires (cuvette du Regino) et des formations sédimentaires et métamorphiques.
Il a une vocation agropastorale très marquée depuis des siècles malgré un déclin perceptible du pastoralisme.
Il se divise en trois zones : les hauteurs rocheuses des villages jusqu'à la ligne de crête couverts de prairies et maquis bas, la plaine, bocagère, plantée en partie d'oliviers et de vigne produisant de remarquables vins d'appellation vin de Corse Calvi, et la zone intermédiaire où l'on trouve une dizaine de villages balcons.

### Le réseau hydrographique
La vallée est le bassin versant du fiume di Regino, lequel prend sa source au flanc du San Parteo (1 680 m - Feliceto), et se jette dans la Mer Méditerranée à Lozari (Belgodère). Ses principaux affluents sont en amont du barrage, les ruisseaux de Piano et de l'Aldino, et en aval, ceux de Carignelli, de Camarriu, de Campumignanu, de Cervione, de Vignola et d'Erbajola.
Le réseau hydrographique du fiume di Regino concerne les communes de : Cateri, Avapessa, Muro, Feliceto, Nessa, Speloncato, Ville-di-Paraso, Costa, Occhiatana, Belgodère, Palasca, Sant'Antonino, Santa-Reparata-di-Balagna et Monticello. La superficie de l'ensemble de ces communes est de 163,72 km2.
Le complexe hydrographique atteint une longueur totale d’environ 90 km, pour une superficie de plus de 110 km2. La pente moyenne de ce bassin est de 75,5 ‰.

### Le lac de Codole

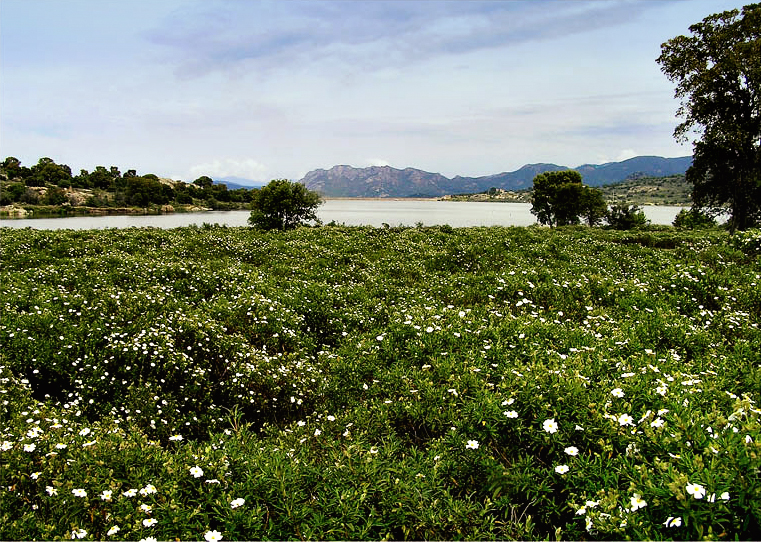
Barrage de Codole sur le Regino.

Au début des années 1980, dans le but d’alimenter le secteur Est de la Balagne en eau brute et en eau potable, la Société de Mise en Valeur Agricole de la Corse (SOMIVAC) a dressé un barrage sur le cours du Regino, donnant le lac de Codole (6 600 000 m3).
Situé à une dizaine de kilomètres de L'Île-Rousse, le lac de Codole est alimenté principalement par le fiume di Regino, long de 19,5 km. Le lac constitue un biotope d’un grand intérêt écologique, offrant une diversité d’habitat favorable à de nombreuses espèces (oiseaux, reptiles et amphibiens).
Un plan d’aménagement des berges de Codole, œuvre du Conservatoire d'espaces naturels de Corse (anciennement Association des Amis du Parc naturel régional de Corse) existe depuis 2005 (Levadoux et al., 2005).
Du fait de sa situation dans l'arrière-pays île-roussien, ses berges sont très prisées des locaux pour les balades, les pique niques et les parties de pêche.

### Accès

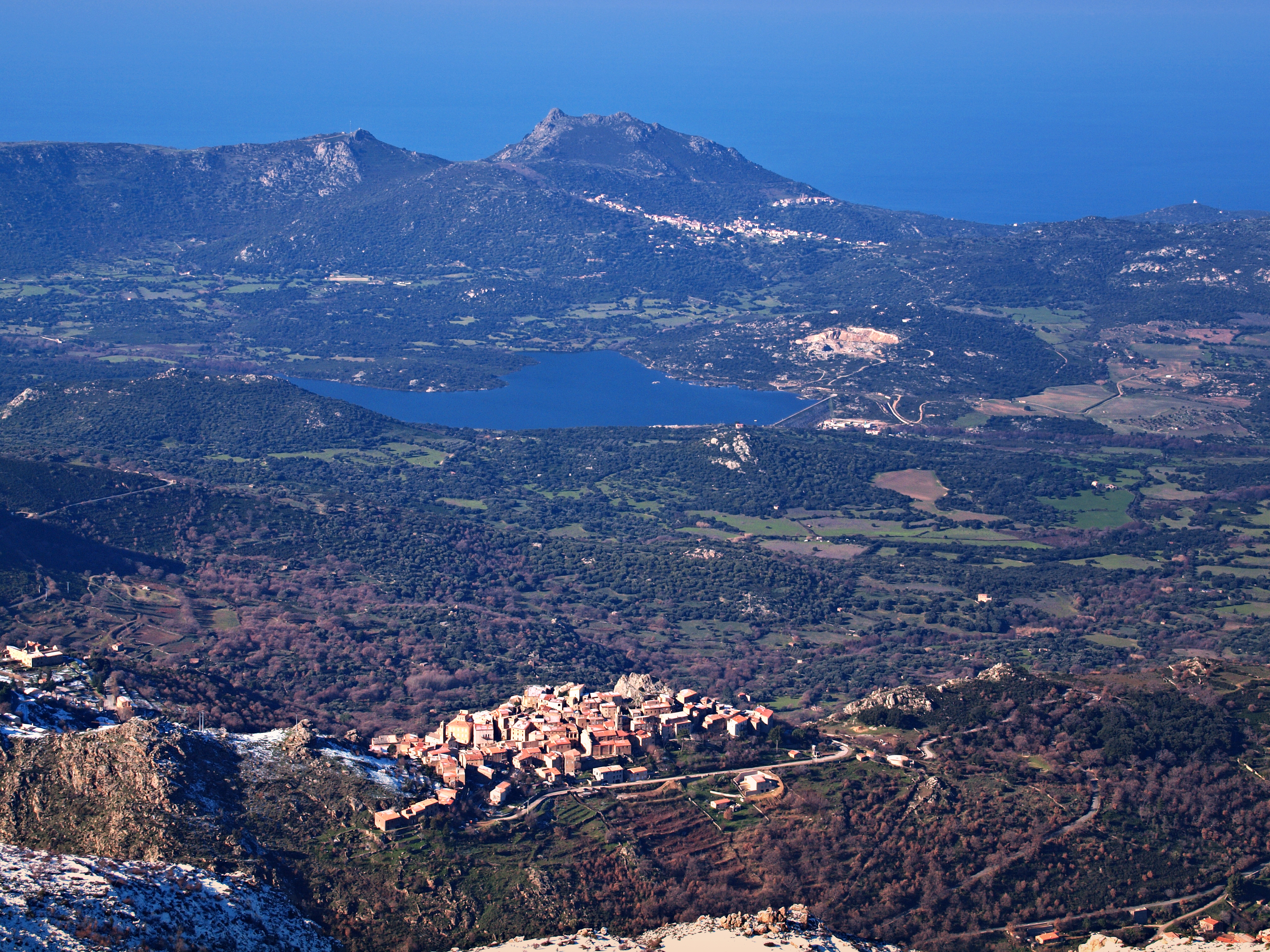
Speloncato et la plaine du Regino.

#### Routiers
Une route corniche, la D 71, surplombe la partie méridionale de la cuvette du Regino en passant par tous ses « villages balcons ».
On accède dans la vallée du Regino depuis Avapessa, Muro, Feliceto, Speloncato, Ville-di-Paraso, Belgodère, Santa-Reparata-di-Balagna et Monticello par des routes départementales.
La route D 13 descend la vallée depuis Muro. Elle se prolonge le long de la vallée par la D 113, longeant les berges méridionales du lac de Codole, coupant la D 63 pour atteindre la RN 197 à Lozari.

#### Ferroviaires
La vallée est traversée par une ligne des Chemins de fer de Corse, desservie avec la gare du Regino.

## Histoire

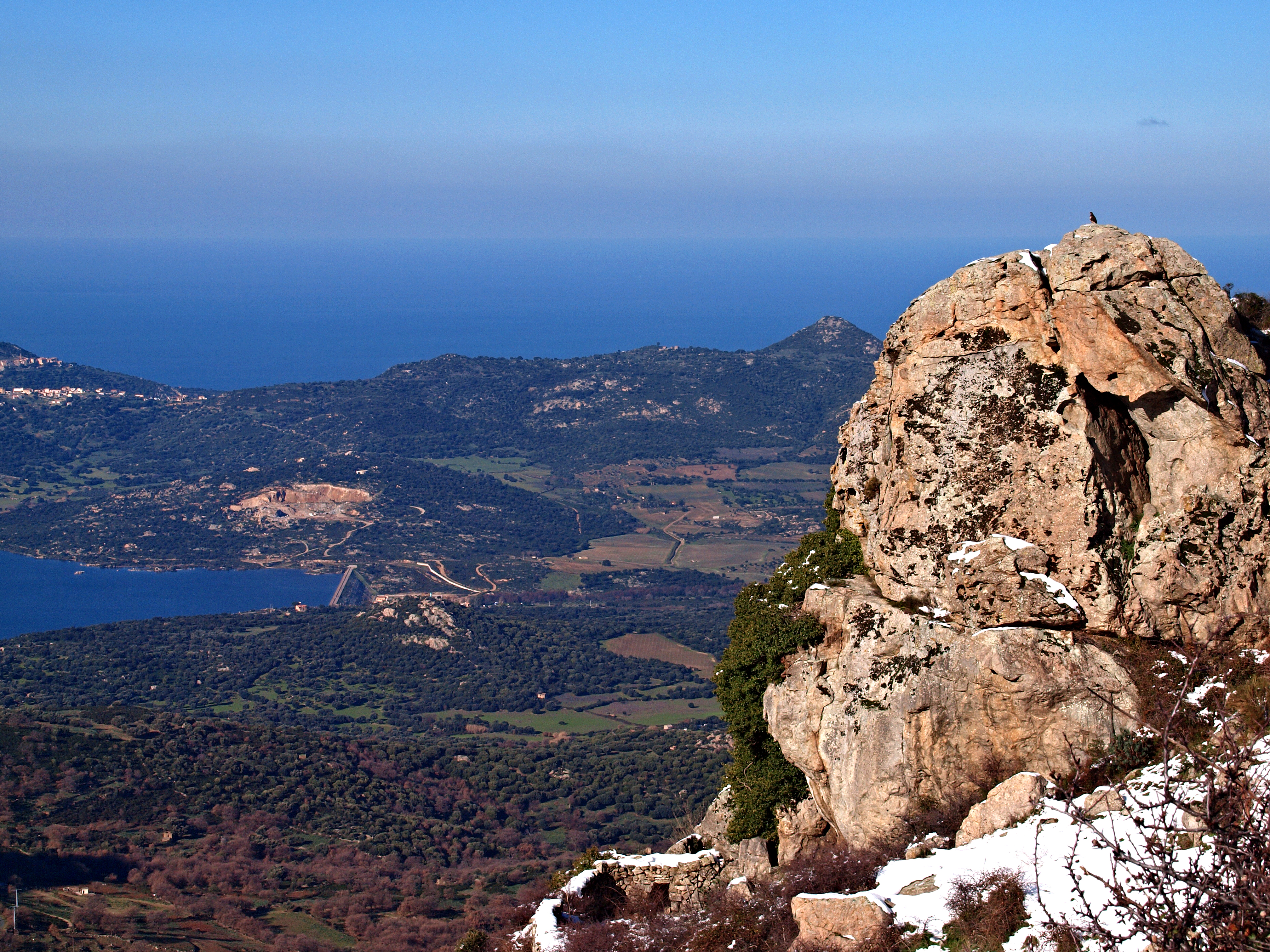
Vue de la vallée.

Au début du XVIe siècle, la vallée du Regino était partagée entre les pievi de Toani, Aregnu et Santo Andrea.
Au XVIIIe siècle existait la pieve du Regino qui, avec la Révolution, devient en 1790 le canton d'Algajola.

## Vallée du Regino - Site Natura 2000

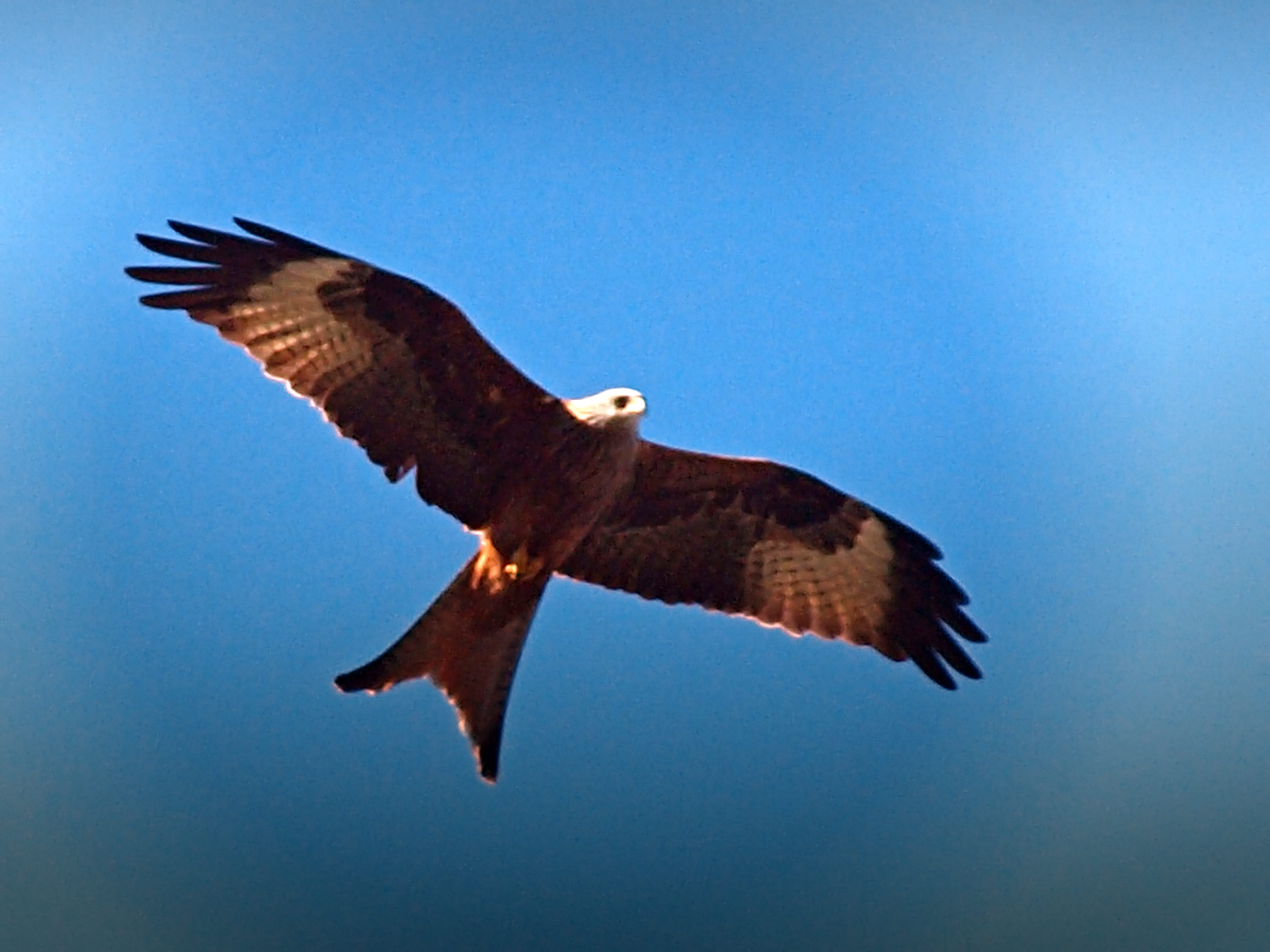
Milan royal.

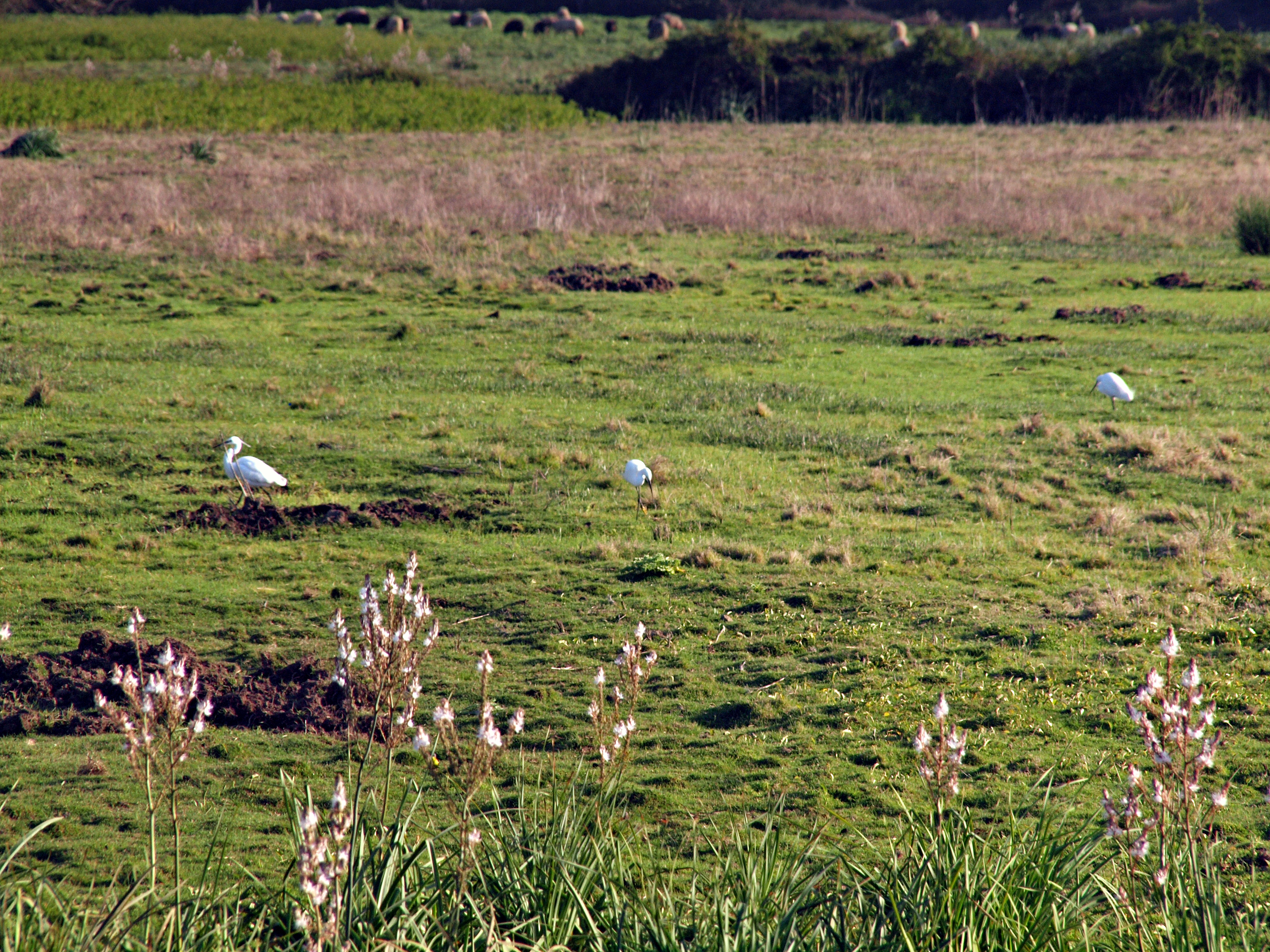
Aigrettes près de l'embouchure.

La Vallée du Regino abrite un site Natura 2000 (ZPS), inscrit à l'Inventaire national du patrimoine naturel sous la fiche FR9412007 - Vallée du Regino.
D'une superficie de 3 713 ha, elle occupe le fond de la cuvette du Regino, un territoire beaucoup plus restreint que celui géographique de la vallée.
L'occupation des surfaces s'établit ainsi : prairies 43 %, broussailles et maquis 40 %, forêts 8 %, pelouses 5 %, cultures 3 % et eaux 1 %.
On y rencontre de très fortes densités de milans royaux et d'engoulevents d'Europe, et à un degré moindre d'alouette lulu, de pies-grièches écorcheurs, de pipits rousselines et de fauvettes.